# Трикетт, Лизбет
Ли́збет Конста́нс (Либби) Три́кетт OAM (в девичестве — Лентон, англ. Lisbeth Constance "Libby" Lenton-Trickett; род. 28 января 1985, Таунсвилл, Квинсленд) — австралийская пловчиха, четырёхкратная олимпийская чемпионка, многократная чемпионка мира, игр Содружества и Австралии, рекордсменка мира.

## Биография

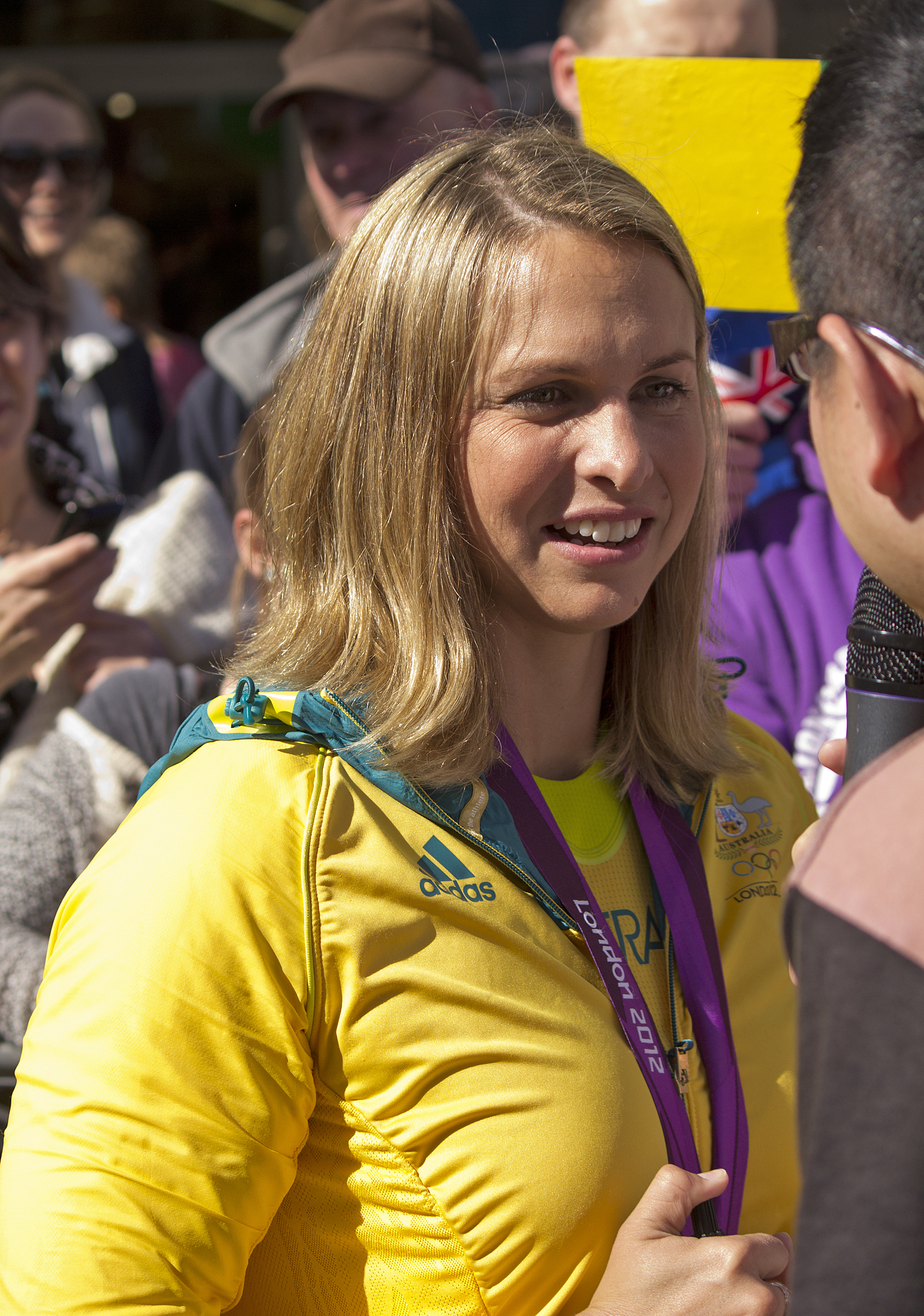
2012 год

Либби Трикетт родилась в 1985 году в Таунсвиле. Здесь же начинала делать первые шаги в плавании. Впервые о Лизбет Трикетт заговорили в 2003 году, когда молодая спортсменка очень удачно выступила на национальном чемпионате и была вызвана в состав сборной Австралии на чемпионат мира в Барселону. Лизбет Трикетт является одной из самых титулованных пловчих в истории. За годы профессиональной карьеры в активе Лизбет Трикетт 6 медалей Олимпийских игр и 27 медалей чемпионатов мира (15 из которых золотые). В конце 2009 года 24-летняя спортсменка объявила о своём решении приостановить спортивную карьеру. Сделав 9-месячный перерыв, Лизбет Трикетт вернулась в плавательный бассейн и приступила к активным тренировкам. Но возвращение оказалось не слишком удачным. Австралийская спортсменка не смогла отобраться на чемпионат мира 2011 года в Шанхае. В настоящее время Трикетт участвует в различных соревнованиях, целеноправленно готовясь к национальному отбору на летние Олимпийские игры 2012 года в Лондоне.

### Летние Олимпийские игры

#### Летние Олимпийские игры 2004 года
В 2004 году Трикетт дебютировала на летних Олимпийских играх. В Афинах австралийская спортсменка приняла участие в трёх дисциплинах. Уже в первый день соревновательной программы Лизбет стала олимпийской чемпионкой. Трикетт в составе сборной Австралии первенствовала в эстафете 4×100 метров вольным стилем. На дистанции 100 метров вольным стилем Лизбет заняла 9 место. Австралийской спортсменке не хватило всего 0,09 с, чтобы попасть в финал соревнований. На дистанции вдвое короче Трикетт выступила намного успешнее и завоевала бронзовую медаль.

#### Летние Олимпийские игры 2008 года
На летних Олимпийских играх 2008 года в Пекине Трикетт выступила уже в пяти дисциплинах. В кролевой эстафете 4×100 метров сборная Австралии защищала свой титул, завоёванный четыре года назад. Но выступить столь же успешно у австралиек не получилось. Пропустив вперёд представительниц Нидерландов и США, сборная Австралии стала бронзовым призёром игр, добавив в копилку Трикетт ещё одну медаль. Спустя два дня Трикетт стартовала в финале на дистанции 100 метров баттерфляем. Финал сложился для австралийской спортсменки удачно и Трикетт стала двукратной олимпийской чемпионкой. На 50-метровке вольным стилем Лизбет остановилась в шаге от пьедестала, заняв 4-е место, а на дистанции вдвое длиннее австралийская пловчиха завоевала серебряную медаль, уступив только немке Бритте Штеффен. Заключительной дисциплиной в программе выступлений Трикетт стала комбинированная эстафета 4×100 метров. В финале Лизбет плыла на заключительном кролевом этапе и смогла удержать преимущество, добытоё на первых трёх этапах. Сборная Австралии финишировала первой, установив при этом мировой рекорд. Эта победа позволила Трикетт завоевать своё третье олимпийское золото.

### Чемпионаты мира
На чемпионатах мира Лизбет Трикетт дебютировала в 2003 году на первенстве в Барселоне. Дебют получился неплохим. 18-летняя спортсменка завоевала две бронзовые медали. В 2004 году Трикетт впервые выступила на чемпионате мира на короткой воде. 25-метровый бассейн в Индианаполисе принёс австралийской спортсменке 6 медалей (по 2 каждого достоинства). Чемпионат мира 2005 года в Монреале добавил в копилку Трикетт 3 золотых и две серебряных медали. Следующие два чемпионата мира 2006 и 2007 годов стали для Лизбет самыми удачными в её карьере. В 25-метровом бассейне в Шанхае и в 50-метровом в Мельбурне австралийская спортсменка завоевала по 5 золотых медалей, доведя общее количество высших наград до 15. Чемпионат мира 2009 года стал для Трикетт не таким удачным, как предыдущие. Лизбет в Риме завоевала лишь 1 серебряную и 2 бронзовые награды.

## Личная жизнь
- В 2007 году Лизбет Лентон вышла замуж за австралийского пловца Люка Трикетта. У супругов есть дочь — Поппи Фрэнсис Трикетт (род.31.08.2015).
- У Лизбет есть две сестры — Джастин и Виктория, а также брат — Стюарт.
- Лизбет является бакалавром в области коммуникации.

## Награды
- Пловчиха года в Австралии — 2005;
- Спортсменка года по версии Laureus World Sports — 2008;

## Интересные факты
В феврале 2012 года Лизбет Трикетт, совместно с прыгуном с шестом Стивом Хукером и гребцом Дрю Гинном, была выбрана олимпийским послом компании Rio Tinto.